# Сиринга (нимфа)
Сиринга, Сиринкс (Σύριγξ) — древнегреческая нимфа, превратившаяся в тростник.

## Миф
Нимфа Сиринга проживала в Аркадии, происходила из нонакринских гамадриад и была известна служением Артемиде и своим целомудрием. Спасаясь от преследовавшего её бога Пана, Сиринга бросилась к реке Ладон и умолила своих сестер-наяд спасти её. Сестры превратили её в тростник, который, колеблемый ветром, издавал жалобный звук (Ovid. Met. I 689—712).
Из этого тростника Пан изготовил многоствольную флейту, названную сирингой по имени девы. (Русские переводчики традиционно передают др.-греч. σῦριγξ словом «свирель»).
В мифе о Сиринге присутствуют мотивы древнего оборотничества, трансформированные в поздней античности в жанр метаморфоз, и этиологические мотивы.

## В культуре
Сюжет мифа и связанный с инструментом этос обыгрывают К. Дебюсси в пьесе «Сиринга» для флейты соло (1913) и вокальном цикле «Песни Билитис» (№ 1 «Флейта Пана», 1898), К. Нильсен в симфонической поэме «Пан и Сиринга» (1918) и другие композиторы.
Греческое слово «сиринга» послужило анатомическим наименованием голосового органа птиц (см. сиринкс); от него же произошло название шприца в некоторых языках (англ. syringe, исп. jeringa, фр. seringue, и др.).